# Acrobasis foroiuliensis
Acrobasis foroiuliensis is een vlinder uit de familie snuitmotten (Pyralidae). De wetenschappelijke naam is voor het eerst geldig gepubliceerd in 2007 door Huemer & Nuss.
De soort komt voor in Europa.